# 裴元裕
裴元裕，唐朝将领，官至安南经略使。上任不早于会昌三年（843年）十一月（当时在任者为武浑）。六年（846年）九月，蛮族入寇安南，裴元裕率邻道兵击败对方。大中元年（847年）二月，郑亚任桂管观察使，聘李商隐为书记。李商隐代郑亚作《为荥阳公论安南行营将士月粮状》上表，指裴元裕“既开边隙，又乏武经。抽三道之见兵，备一方之致寇。曾无戎捷，徒曜军容”，建议唐宣宗下诏让裴元裕“广布仁声，远扬朝旨”，不要再为了邀功主动挑起事端。大中三年（849年）田在宥为安南都护，可见裴元裕已卸任。